# Sith
Sith er i Star Wars oprindeligt en orden som ca. 7.000 år før filmene foregår blev gjort til slaver af en gruppe, bestående af krigeriske præster, der fulgte Kraftens Mørke Side og derfor blev forvist fra Jedi-Ordenen. Disse præster grundlagde dermed Sith-Imperiet. Sith fungerer derfor egentlig som den onde del af Jedierne. Navngivningen inden for denne orden er ofte "Darth" efterfulgt af et navn. Således kender vi til bl.a.:
- Darth Vader - lærling under Darth Sidious
- Darth Maul - lærling under Darth Sidious
- Darth Tyranus - lærling under Darth Sidious
- Darth Sidious - lærling af Darth Plagueis, senere mester
- Darth Plagueis - lærling af Darth Tenebrous, senere mester
- Darth Tenebrous

Sith-Ordenen blev dannet umiddelbart efter et tabt slag mod den gode side af Jedierne. De holdt sig efterfølgende skjulte i mange tusinde år.
På det tidspunkt hvor filmene starter har der i godt 1.000 år eksisteret "reglen om to", dvs. at der til enhver tid kun må findes to Sith-Fyrster: en mester og en lærling. Reglen blev indført af Sith-Fyrsten Darth Bane, fordi Sith-Imperiet længe havde været plaget af intern uro.
Samtidig har Sith-Ordenen på dette tidspunkt været borte fra galaksens centrum så længe at den er glemt af alle andre end Jedi-Ordenens øverste råd. Reglen om to har en skummel bagside som holdes skjult for lærlingen. Reglen byder ganske rigtigt mesteren at holde sig på toppen, og lærlingen at overgå mesteren. Skulle lærlingen have held til at dræbe mesteren vil mesterens ånd, og alle dem som som går forud tilbage til Darth Bane, besætte lærlingens krop. Derfor har Darth Sidious en for udefrakommende bizar opfordring til Anakin, Luke og Rey om at slå ham ihjel.